# Kunovac Kupirovački
Kunovac Kupirovački falu Horvátországban Zára megyében. Közigazgatásilag Gračachoz tartozik.

## Fekvése
Zárától légvonalban 75, közúton 97 km-re, községközpontjától légvonalban 22, közúton 33 km-re északkeletre, Lika déli részén, a bosnyák határ mellett fekszik.

## Története
A török kiűzése (1685) után pravoszlávokkal betelepített likai falvak közé tartozik. A településnek 1890-ben 865, 1910-ben 406 lakosa volt. Az első világháború után előbb a Szerb-Horvát-Szlovén Királyság, majd Jugoszlávia része lett. 1991-ben csaknem teljes lakossága szerb nemzetiségű volt. Lakói még ez évben csatlakoztak a Krajinai Szerb Köztársasághoz. A horvát hadsereg 1995 augusztusában a Vihar hadművelet során foglalta vissza a települést. Szerb lakói elmenekültek. A településnek 2011-ben 37 lakosa volt.

## Lakosság
| Lakosság változása | Lakosság változása | Lakosság változása | Lakosság változása | Lakosság változása | Lakosság változása | Lakosság változása | Lakosság változása | Lakosság változása | Lakosság változása | Lakosság változása | Lakosság változása | Lakosság változása | Lakosság változása | Lakosság változása | Lakosság változása |
| ------------------ | ------------------ | ------------------ | ------------------ | ------------------ | ------------------ | ------------------ | ------------------ | ------------------ | ------------------ | ------------------ | ------------------ | ------------------ | ------------------ | ------------------ | ------------------ |
| 1857               | 1869               | 1880               | 1890               | 1900               | 1910               | 1921               | 1931               | 1948               | 1953               | 1961               | 1971               | 1981               | 1991               | 2001               | 2011               |
| 0                  | 0                  | 0                  | 351                | 405                | 406                | 413                | 349                | 259                | 254                | 232                | 194                | 133                | 103                | 35                 | 37                 |

## Nevezetességei
Tursko groblje (Török temető) középkori régészeti lelőhely.